# Gordonia brenesii
Gordonia brenesii är en tvåhjärtbladig växtart som först beskrevs av Paul Carpenter Standley, och fick sitt nu gällande namn av Q.Jiménez. Gordonia brenesii ingår i släktet Gordonia och familjen Theaceae. Inga underarter finns listade i Catalogue of Life.